# Copa Intercontinental de 1979
A 18.ª edição da Copa Intercontinental ocorreu em 1979 e em 1980, já que a edição da Copa Intercontinental de 1978 havia sido cancelada, com problemas de incompatibilidade de calendário entre o campeão europeu da temporada de 1977-78 Liverpool e o campeão sul-americano de 1978 Boca Juniors. Foi disputada em duas partidas entre o Malmö, (vice - campeão da Copa dos Campeões da UEFA em 1979, já que o campeão Nottingham Forest desistiu de jogar), e o Olímpia, (campeão da Libertadores de 1979). Apesar dos jogos ocorrerem também em 1980, a disputa refere-se apenas ao ano de 1979. Essa foi a última edição da Copa Intercontinental realizada apenas com a chancela de UEFA e CONMEBOL.[carece de fontes?]
Em 27 de outubro de 2017, após uma reunião realizada na Índia, o Conselho da FIFA reconheceu os vencedores da Copa Intercontinental como campeões mundiais.

## A História
Mais uma vez o campeão europeu se negou a jogar a Copa Intercontinental. Dessa vez, era o clube inglês Nottingham Forest, que apesar de estreante na Copa dos Campeões, vinha credenciado pelo título do Campeonato Inglês e o da Copa da Liga em 1978.
Nesse ano, os clubes que participaram eram estreantes e pertenciam a países que nunca tinham participado da Copa Intercontinental até o momento. O substituto do clube inglês foi vice-campeão europeu Malmö, que perdeu a decisão em Munique por 1–0 e tinha sido o Campeão Sueco de 1977 (o seu 12º). Já o Olimpia conquistava nesse mesmo ano, seu 25º título paraguaio e a Libertadores contra os bicampeões do Boca Juniors (2–0 na Paraguai e 0–0 na Argentina).

### A decisão
Olimpia venceu os suecos por 1 a 0 em pleno Malmö Stadium com um gol de Isasi aos 41´do primeiro tempo. O resultado dava a vantagem do empate para a partida em Assunção, que foi disputada apenas em março de 1980. Os paraguaios voltaram a derrotar os suecos no Defensores del Chaco lotado por 2 a 1, com gols de Solalinde e Michelagnoli. Olimpia conquistava o título intercontinental e faturava a taça derradeira da temporada. Foram quatro torneios disputados e quatro títulos conquistados.

## Clubes Participantes
| Confederação | Equipe  | Classificação                                                 | Participação |
| ------------ | ------- | ------------------------------------------------------------- | ------------ |
| CONMEBOL     | Olimpia | Campeão da Copa Libertadores da América de 1979               | 1ª           |
| UEFA         | Malmö   | Vice-campeão da Taça dos Clubes Campeões Europeus de 1978–79* | 1ª           |

*OBS: Em 1979, o Nottingham Forest campeão da Taça dos Clubes Campeões Europeus de 1978–79, desistiu de disputar o torneio intercontinental e foi substituído pelo vice-campeão Malmö.

## Primeiro jogo
O primeiro jogo ocorreu na Suécia, com a derrota do time da casa por 1–0.
| 18 de Novembro de 1979 | Malmö FF | 0–1 | Olimpia      | Malmö Stadion, Malmö, Suécia              |
|                        |          |     | E. Isasi 41' | Público: 4,811 Árbitro: Patrick Partridge |

| Malmö FF | Olimpia |

|                |  |                    |  |
|                |  |                    |  |
| G              |  | Jan Möller         |  |
| D              |  | Roland Andersson   |  |
| D              |  | Ingemar Erlandsson |  |
| D              |  | Kent Jönsson       |  |
| D              |  | Mats Arvidsson     |  |
| M              |  | Claes Malmberg     |  |
| M              |  | Anders Ljungberg   |  |
| M              |  | Robert Prytz       |  |
| M              |  | Tommy Hansson      |  |
| A              |  | Thomas Sjöberg     |  |
| A              |  | Jan-Olov Kinnvall  |  |
| Substituições: |  |                    |  |
| Treinador:     |  |                    |  |
| Bob Houghton   |  |                    |  |

|                |  |                      |  |
|                |  |                      |  |
| G              |  | Ever Hugo Almeida    |  |
| D              |  | Alicio Solalinde     |  |
| D              |  | Roberto Paredes      |  |
| D              |  | Miguel Angel Piazza  |  |
| D              |  | Flaminio Sosa        |  |
| M              |  | Carlos Alberto Kiese |  |
| M              |  | Rogelio Delgado      |  |
| M              |  | Luis Torres          |  |
| M              |  | Eduardo Ortiz        |  |
| A              |  | Mauro Céspedes       |  |
| A              |  | Evaristo Isasi       |  |
| Substituições: |  |                      |  |
| Treinador:     |  |                      |  |
| Luis Cubilla   |  |                      |  |

## Segundo jogo
O segundo jogo ocorreu no Paraguai, com a vitória de 2–1 do time da casa.
| 2 de Março de 1980 | Olimpia                                | 2–1 | Malmö FF       | Defensores del Chaco, Assunção, Paraguai |
|                    | A. Solalinde 39' · M. Michelagnoli 71' |     | Erlandsson 46' | Público: 47,000 Árbitro: Juan Cardellino |

| Olimpia | Malmö FF |

|                |  |                       |  |                 |
|                |  |                       |  |                 |
| G              |  | Ever Hugo Almeida     |  |                 |
| D              |  | Alicio Solalinde      |  |                 |
| D              |  | Roberto Paredes       |  |                 |
| D              |  | Daniel Di Bartolomeo  |  |                 |
| D              |  | Flaminio Sosa         |  |                 |
| M              |  | Carlos Alberto Kiese  |  |                 |
| M              |  | Carlos Yaluk          |  |                 |
| M              |  | Luis Torres           |  |                 |
| A              |  | Osvaldo Aquino        |  |                 |
| A              |  | Hugo Ricardo Talavera |  | Substituído     |
| A              |  | Evaristo Isasi        |  |                 |
| Substituições: |  |                       |  |                 |
| A              |  | Miguel Michelagnoli   |  | Entrou em campo |
| Treinador:     |  |                       |  |                 |
| Pedro Cubilla  |  |                       |  |                 |

|                |  |                    |             |                 |
|                |  |                    |             |                 |
| G              |  | Jan Möller         |             |                 |
| D              |  | Roland Andersson   |             |                 |
| D              |  | Tim Parkin         |             |                 |
| D              |  | Kent Jönsson       |             |                 |
| D              |  | Mats Arvidsson     |             |                 |
| M              |  | Magnus Andersson   |             |                 |
| M              |  | Ingemar Erlandsson |             |                 |
| M              |  | Robert Prytz       |             |                 |
| M              |  | Anders Ohlsson     | Substituído |                 |
| A              |  | Thomas Sjöberg     |             | Substituído     |
| A              |  | Tommy Andersson    |             |                 |
| Substituições: |  |                    |             |                 |
| M              |  | Claes Malmberg     |             | Entrou em campo |
| M              |  | Tommy Hansson      |             | Entrou em campo |
| A              |  | Tore Cervin        |             |                 |
| A              |  | Sanny Åslund       |             |                 |
| G              |  | John Hansen        |             |                 |
| Treinador:     |  |                    |             |                 |
| Bob Houghton   |  |                    |             |                 |

## Campeão
| Copa Intercontinental de 1979 |
| ----------------------------- |
| Olímpia (1º Título)           |